# Abby Holmes
Abby Holmes (Northallerton, 26 mei 1991) is een Engels voetbalster die uitkomt voor PEC Zwolle in de Eredivisie. In 2017 kwam ze over van het Engelse Sunderland AFC. Na een jaar keerde ze terug naar Engeland

## Carrièrestatistieken
| Seizoen                    | Club            | Land            | Competitie      | Competitie | Competitie | Beker | Beker | Internationaal | Internationaal | Overig | Overig | Totaal | Totaal |
| Seizoen                    | Club            | Land            | Competitie      | Wed.       | Dlp.       | Wed.  | Dlp.  | Wed.           | Dlp.           | Wed.   | Dlp.   | Wed.   | Dlp.   |
| -------------------------- | --------------- | --------------- | --------------- | ---------- | ---------- | ----- | ----- | -------------- | -------------- | ------ | ------ | ------ | ------ |
| 2014                       | Sunderland AFC  | Engeland        | Super League 2  | –          | –          | 5     | 0     | –              | –              | –      | –      | 5      | 0      |
| 2015                       | Sunderland AFC  | Engeland        | Super League    | 13         | 1          | 4     | 0     | –              | –              | –      | –      | 17     | 1      |
| 2016                       | Sunderland AFC  | Engeland        | Super League    | 13         | 1          | 1     | 0     | –              | –              | –      | –      | 14     | 1      |
| 2017                       | Sunderland AFC  | Engeland        | Super League    | 8          | 0          | 0     | 0     | –              | –              | –      | –      | 8      | 0      |
| 2017/18                    | PEC Zwolle      | Nederland       | Eredivisie      | 21         | 4          | 1     | 1     | –              | –              | –      | –      | 22     | '5     |
| Carrière totaal            | Carrière totaal | Carrière totaal | Carrière totaal | 55         | 6          | 11    | 1     | 0              | 0              | 0      | 0      | 66     | 7      |
| Bijgewerkt tot 24 mei 2018 |                 |                 |                 |            |            |       |       |                |                |        |        |        |        |

## Erelijst

### MetSunderland AFC
| Nationaal              |    |      |
| Women’s Super League 2 | 1x | 2014 |